# Sigurðarstaðarvatn
Sigurðarstaðarvatn är en haff i viken Sigurðarstaðavík på Island. Dess yta är 2,0 km2.